# Centaurea ustulata
Centaurea ustulata — вид квіткових рослин родини айстрових (Asteraceae). Ендемік Ірану.

## Середовище
Населяє скелясті схили.

## Морфологічна характеристика
Це напівкущик 3–7 см заввишки, безстебловий. Листки в розетці, черешкові, перисто-розсічені, сегменти коротко лінійно-ланцетні, тупі. Квіткова голова сидяча, яйцеподібна, обгортка гола, жовта. Квіточки жовті. Період цвітіння: літо.